# Zmagoslavje smrti
Zmagoslavje smrti je slika olje na tabli Pietera Bruegla starejšega, naslikana okoli leta 1562. V muzeju Prado v Madridu je od leta 1827.

## Opis
Slika prikazuje panoramo vojske okostnjakov, ki pustošijo po počrneli, opustošeni pokrajini. V daljavi gorijo požari in morje je zasuto z brodolomci. Nekaj brezlistnih dreves na gričih, sicer brez rastlinja; ribe gnijo na obalah s trupli zabasanega ribnika. Umetnostni zgodovinar James Snyder poudarja »žgano, nerodovitno zemljo, brez življenja, kamor seže oko«. V tej postavitvi legije okostnjakov napredujejo na žive, ki bodisi v grozi bežijo ali se zaman poskušajo boriti. V ospredju okostja vlečejo voz, poln lobanj; v zgornjem levem kotu drugi zvonijo, kar označuje smrtni zvon sveta. Ljudje so strnjeni v past v obliki krste, okrašeno s križi, medtem ko okostjak na konju ubija ljudi s koso. Slika prikazuje ljudi različna družbena okolja - od kmetov in vojakov do plemičev ter kralja in kardinala -, ki jih smrt pokosi brez razlikovanja.
Okostnjak parodira človeško srečo tako, da se poigra s hudičem, medtem ko kolesa njegovega vozička zdrobijo človeka, kot da ni nič. Ženska je padla na poti voza smrti; ima šibko nit, ki jo bodo v drugi roki rezale škarje - Brueglova interpretacija Atrope. V bližini še ena ženska na poti voza, ki v roki drži vreteno in prstan, klasične simbole krhkosti človeškega življenja - druga Brueglova interpretacija Kloto in Lahezis; sestradani pes grize obraz mrtvega otroka, ki ga drži. Tik ob njej kardinalu pomaga do njegove usode okostnjak, ki posmehljivo nosi rdeč klobuk, medtem ko kraljeve sode z zlatimi in srebrnimi kovanci pleni še en okostnjak; ne zavedajoč se dejstva, da ga okostnjak s prazno peščeno uro opozarja, da mu bo za življenje dobesedno zmanjkalo časa, ga nespametne in skope monarhove zadnje misli še vedno silijo, da poseže po svojem neuporabnem in zaman bogastvu, zaradi česar pozabi na  kesanje. V središču prebujajočemu se verskemu romarju ropar-okostnjak prereže grlo za denarnico; nad umorom okostnjaki-ribiči ujamejo ljudi v mrežo. V spodnjem desnem kotu je večerja razbita in gostinci se zaman upirajo. Izvlekli so meče za boj proti okostnjakom, oblečenim v vihrajoče rjuhe; nič manj brezupno se dvorni norček zateče pod jedilno mizo. Deska za backgammon in igralne karte so raztresene, medtem ko okostnjak s tanko prikrito masko (morda obraz trupla), izprazni buče. Med jedmi prekinjenega obroka je mogoče videti le nekaj bledih zvitkov kruha in predjed, ki je očitno sestavljena iz čiste človeške lobanje. Zgoraj se ženska zaman bori, medtem ko jo okostnjak objame v grozni parodiji ljubezni po večerji. Na desni strani, ko izbruhnejo spopadi, se zdi, da okostnjak v obleki s kapuco posmehljivo prinese na mizo še eno jed, prav tako sestavljeno iz človeških kosti - druga ženska se zgrozi nad spoznanjem smrtnosti.
V spodnjem desnem kotu glasbenik, ki igra lutnjo, medtem ko njegova gospa poje; oba se ne zavedata dejstva, da za obema igra okostnjak, in da se par ne more izogniti svoji neizogibni pogubi. V sredini slike stoji križ. Slika prikazuje vidike vsakdanjega življenja sredi 16. stoletja, ko je bila nevarnost kuge zelo velika. Oblačila so nazorno upodobljena, pa tudi zabave, kot so igralne karte in backgammon. Prikazuje predmete, kot so glasbila, zgodnja mehanska ura, prizori, vključno s pogrebnimi službami, in različne metode usmrtitve, vključno z lomnim kolesom, vislicami, gorenjem na grmadi in rabljem, ki bo odsekal žrtvi glavo, ki je pravkar dobila vino in obhajilo. V enem prizoru je človek plen lovca-okostnjaka in njegovih psov. V drugem prizoru na levi okostnjaki vlečejo žrtve navzdol, da se utopijo v ribniku; človeka z brusnim kamnom okoli vratu bodo okostnjaki vrgli v ribnik - odmev Mateja Mt 18,6 in Luke Lk 17,2.

Bruegel v tabli združuje dve različni vizualni tradiciji. To je njegova domača tradicija severnih lesorezov Mrtvaškega plesa in italijanskega pojmovanja Zmagoslavja smrti, kot na freskah, ki bi jih videl v Palazzo Sclafani v Palermu in v Camposanto Monumentale v Pisi.

## Interpretacija
Zmagoslavje smrti je tema evropske kulturne zgodovine že od srednjega veka, zlasti v likovni umetnosti. Ta tema je razporejena v številnih posameznih prizorih po celotni površini slike: od pustega, rahlo gorskega ospredja do morja v ozadju se ljudje borijo proti premočni smrti ali pa jih ta doseže, le plamteča peklenska peč, napolnjena s plameni z luknjami in ustnimi luknjami središče slike ne zavzemajo okostnjaki, temveč hudičeve figure. Ta peklenska peč in mračni žanjevec, ki hiti pred njo, je aluzija na Janezovo razodetje, v katerem podzemlje sledi smrti na konju.
Velike figure na spodnjem robu slike so predstavniki stanovske družbe: V spodnjem levem kotu leži popolnoma oborožen kralj s hermelinom in žezlom. Okostnjak mu pridrži peščeno uro: življenje in vladavina sta potekla. Medtem drug okostnjak brska po denarju in zlatu, drug v kardinalovem klobuku podpira potapljajočega kardinala, da ublaži njegov padec. Diagonalno za njim leži mrtva mati: sestradan pes voha otroka. Klečeči okostnjak prereže grlo romarju, ki je slečen do srajce in je prišel do konca svoje življenjske poti: pred takim koncem niti pobožni življenjski slog ne ščiti. Okoli postavljene mize na desnem robu slike je razporejenih več prizorov: norec se plazi po igralni deski in karte pod mizo, okostnjak, oblečen v človeško masko, zliva vino, plemič izvleče svoj meč in okostnjak v ogrinjalu z oslovskimi ušesi služi dvema ženskama z lobanjo. Zaljubljenci, ki predvajajo glasbo v spodnjem desnem kotu, pa so popolnoma povezani sami s seboj in jih ne moti vrvež, niti moški brez kosti, ki jih že spremlja.
- Požari in brodolomi v ozadju
- Okostnjak obglavlja človeka pred človekom na kolesu
- Okostnjaki lovijo ljudi z mrežami
- Okostnjaki uporabljajo pokrove krste kot ščite

## Izvor
Slika je pripadala španski kraljici Elizabeti Farnese in je bila leta 1745 v kraljevi palači La Granja. Od tam je bil leta 1827 prenesena v Museo del Prado v Madridu.

## Kopije
Kopija Jana Brueghla starejšega z letnico 1597, olje na platnu, je v Alte Galerie Schloss Eggenberg, Gradec (Inv.-št.: 58) [5], še ena pa v zbirki knezov Liechtenstein. Še eno različico slike je okoli leta 1608 naslikal Pieter Brueghel mlajši, ki je v posesti Kunstmuseum Basel.